# حظر الإنترنت الشامل في إيران 2019
كان التعتيم على الإنترنت لعام 2019 في إيران بمثابة إغلاق كامل للإنترنت لمدة أسبوع. وقد تم بأمر من المجلس الأعلى للأمن القومي وطبقته وزارة تكنولوجيا المعلومات والاتصالات. ضمن جهود حكومة الجمهورية الإسلامية الإيرانية للحد من الاحتجاجات الإيرانية 2019-20. خلال فترة الحظر، لم يمكن بإمكان المواطنين الإيرانيين الوصول إلا لشبكة معلومات إيران الوطنية. تم فرض عقوبات على محمد جواد آذري جهرمي من قبل وزارة الخزانة الأمريكية بسبب دوره في الرقابة على الإنترنت في إيران.

## الحظر
كان الحظر العام لعام 2019 أكبر إغلاق للإنترنت على نطاق واسع في إيران. حسب نت بلوكس فالحظر في إيران كان أخطر تتبع للمنظمة في أي بلد من حيث تعقيده التقني واتساع نطاقه". على الرغم من أن الإغلاق كان شبه كامل، إلا أن كبار السياسيين الإيرانيين كانوا قادرين على الوصول إلى الإنترنت. كان حظر عام 2019 هو أول وأطول إغلاق كامل للإنترنت في دولة كبرى. كان أيضًا أول حظر من نوعه يعزل فعليًا أمة بأكملها عن العالم.
دوج مادوري مدير تحليلات الإنترنت في شركة أوراكل وصف العملية بأنها «غير عادية حسب نطاقها» وأكثر تقدمًا.
عادةً ما يستخدم الإيرانيون الشبكات الخاصة الافتراضية vpn للوصول إلى وسائل التواصل الاجتماعي، لكن لم ينفع أي منها أثناء الحظر. نتيجة لذلك، استخدم بعض الأشخاص توشه للحصول على الأخبار والمحتويات الأخرى المتعلقة بالإنترنت.
كشفت دراسة جديدة أجرتها منظمة حقوق الإنسان حسب المادة 19، حول كيفية تمكن السلطات الإيرانية من قطع الإنترنت عن عشرات الملايين من الإيرانيين في نوفمبر 2019. واستخدم نوع «محلي» آخر من الإنترنت بدلاً من ذلك. حددت الدراسة هيكل الإنترنت في إيران وقدمت الصورة الفريدة للأنترنت في إيران واختلافه عن أي دولة أخرى في العالم. هذا الدمج لمختلف التقنيات، يعني أن إيران دولة منفردة في التحكم بوصول مواطنيها للإنترنت.

## تنفيذ
استغرق وزارة تكنولوجيا المعلومات والاتصالات 24 ساعة لقطع وصول الناس إلى الإنترنت. أمرت الوزارة مجموعة من مزودي خدمات الإنترنت وموفري الشبكات الخلوية بالتوقف عن ربط المستخدمين الإيرانيين بالشبكة الدولية وتوجيههم لشبكة معلومات إيران الوطنية. قام بعض المزودين بمنع التوجيه إلى الإنترنت واستمر البعض في ذلك لكنهم منعوا تبادل البيانات.
على الرغم من عدم إمكانية الوصول إلى الشبكة العالمية، استمرت الخدمات المحلية بما في ذلك البنوك وتطبيقات التراسل الفوري التي تديرها الدولة، وتطبيقات تأجير السيارات في العمل من خلال شبكةالإنترنت القومي. كما تم السماح بمحركات البحث على شبكة الإنترنت المملوكة للدولة وبرامج الملاحة GPS.

## تأثير
لم يتمكن الإيرانيون من الاتصال بأصدقائهم وعائلاتهم في الخارج عبر الإنترنت. أغلقت المئات من وكالات صرافة العملات والسفر أبوابها. انخفضت مبيعات تذاكر السينما بنسبة 60٪. تتراوح تقديرات الأضرار الإجمالية التي لحقت بالاقتصاد الإيراني من مليار دولار إلى 1.5 مليار دولار. ذكرت صحيفة واشنطن بوست أن حظر الإنترنت العام كان له تأثير شديد على الشركات الناشئة والشركات المتوسطة.